# Leeuw (astrologie)

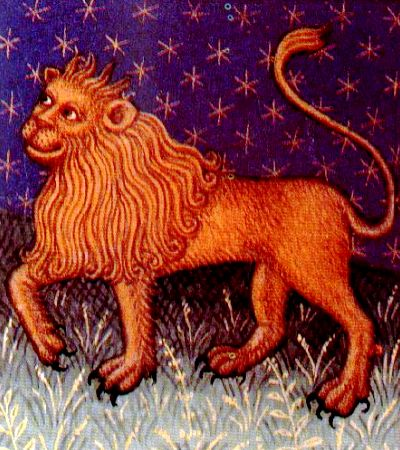
Leeuw (Leo)

Astrologisch symbool voor Leeuw

Leeuw (Latijn: Leo) is het astrologisch teken van mensen geboren tussen ca. 23 juli en ca. 22 augustus.
Het is het vijfde teken van de dierenriem (die begint op 0 graden Ram) en bestrijkt dus de op de ecliptica afgemeten boog vanaf 120 graden tot 150 graden voorbij het lentepunt. Leeuw behoort tot de vaste tekens en wordt verder geassocieerd met het element Vuur en de mannelijke, positieve tekens. De traditionele heerser van het teken is Zon. Volgens Claudius Ptolemaeus en zijn Tetrabiblos wordt het eerste decanaat van Leeuw (0-10°) geregeerd door Saturnus, het tweede decanaat (10-20°) door Jupiter en het derde (20-30°) door Mars, wat de typologie bij de gewone zonnetekenastrologie verder kan verfijnen: 36 in plaats van 12 typen persoonlijkheden.

## Toelichting bij 'zonnetekens'
Als iemand naar je 'zonneteken' of 'sterrenbeeld' vraagt, heeft dat in de astrologie betrekking op de plaats van de Zon tijdens je geboorte. De westerse astrologie gebruikt bij de duiding van gebeurtenissen twaalf 'partjes' van de baan die de zon in de loop van het jaar schijnbaar langs de hemel maakt. Die partjes zijn de zonnetekens of kortweg: de tekens, te beginnen vanaf Ram bij het lentepunt. 'Sterrenbeelden' zijn eigenlijk de astronomische constellaties aan de hemel, en die komen niet meer overeen met de twaalf sectoren die de astrologie gebruikt. Sommige auteurs van astrologierubrieken in de krant maken uitsluitend gebruik van deze zonnepositie, zoals 'Zon in Ram' of 'Zon in Weegschaal' om er een horoscoop mee te maken. Deze rubrieken werken met een bijzonder gereduceerde methode en worden door de meeste astrologen niet serieus genomen.

## Mythologie en archetype
De leeuw staat voor de Nemeïsche leeuw uit de Griekse legende over Hercules. Het was Hercules’ eerste taak deze leeuw te doden. Nadat Hercules deze taak had volbracht, zou Zeus de leeuw een plaats tussen de sterren hebben gegeven als eerbetoon aan Hercules.
De leeuw wordt soms ook geassocieerd met de Grieks-Romeinse god Apollo, en de goden Helios/Sól, Ra, en Huitzilopochtli.

## Popastrologie
De popastrologie of 'zonnetekenastrologie' schrijft doorgaans een aantal kenmerken toe aan mensen met Zon in Leeuw, gebaseerd op de volgende hoedanigheden van het teken Leeuw:
- vuurteken: cholerisch temperament, energie, dynamisme, enthousiasme, leiderschap, ...
- vast teken: stabiliteit, status quo, volhardend, loyaal, ...
- polariteit: positief, extravert
- Zon als heerser: zelfvertrouwen, leiderschap, moed, vitaliteit, charisma, ego...
- associatie met het 5e astrologisch huis: plezier, creativiteit, kinderen, ...

Daaruit worden vaak kenmerken afgeleid als creatief, dramatisch, hartstochtelijk, van aandacht en luxe houden, nobel, charismatisch, beschermend, royaal, trouw, bazig, dogmatisch enz.

## Compatibele tekens
De tak van de astrologie die zich bezighoudt met de grondige analyse van horoscopen van partners heet synastrie. Hierbij worden de horoscopen met allerlei technieken met elkaar vergeleken. In de popastrologie worden echter meer algemene beweringen gedaan op grond van de plaats van de Zon bij beide partners:
Volgens de popastrologie is het teken Leeuw compatibel met de andere vuurtekens Ram en Boogschutter die zich op de gunstige afstand van 120 graden (driehoek) van leeuw bevinden. Tweelingen en Weegschaal gaan ook goed samen met Leeuw omdat deze tekens op een sextielafstand (60 graden) van Leeuw liggen, en het sextiel wordt als een gunstige verbinding beschouwd. Op dezelfde wijze kan worden afgeleid dat tekens die opposiet (op 180 graden) of vierkant (90 graden) van Leeuw staan een 'moeilijkere' en zeker een meer dynamische verhouding hebben met dit teken. Dit is overigens geen persoonlijke aanwijzing, maar eerder een algemeen astrologisch beginsel dat wordt afgewogen in samenhang met de rest van de factoren in de horoscoop.